# Critérium du Dauphiné 2010
| Endstand      | Endstand              | Endstand   |
| ------------- | --------------------- | ---------- |
| Erster        | Janez Brajkovič       | 28:06:28 h |
| Zweiter       | Alberto Contador      | + 1:41 min |
| Dritter       | Tejay van Garderen    | + 2:41 min |
| Vierter       | Jurgen Van Den Broeck | + 3:46 min |
| Fünfter       | Jérôme Coppel         | + 4:17 min |
| Sechster      | Nicolas Vogondy       | + 4:23 min |
| Siebter       | Christophe Riblon     | gl. Zeit   |
| Achter        | Pierre Rolland        | + 6:16 min |
| Neunter       | Christopher Horner    | + 6:20 min |
| Zehnter       | Sylwester Szmyd       | + 6:57 min |
| Punktewertung | Alberto Contador      | 98 Pkt.    |
| Zweiter       | Janez Brajkovič       | 98 Pkt.    |
| Dritter       | Tejay van Garderen    | 72 Pkt.    |
| Bergwertung   | Egoi Martínez         | 55. Pkt.   |
| Zweiter       | Janez Brajkovič       | 33 Pkt.    |
| Dritter       | Alberto Contador      | 32 Pkt.    |
| Teamwertung   | Euskaltel-Euskadi     | 84:39:25 h |
| Zweiter       | Team Astana           | + 4:03 min |
| Dritter       | ag2r La Mondiale      | + 4:45 min |

Das 62. Critérium du Dauphiné ist ein Rad-Etappenrennen, das vom 6. bis 13. Juni 2010 stattfand. Es wurde in einem Prolog und sieben Etappen ausgetragen. Nach dem Rückzug der zuvor organisierenden Zeitung „Dauphiné Libéré“ trug das Rennen erstmals diesen Namen, da es in diesem Jahr von der A.S.O. organisiert wurde.

## Etappen

### Übersicht
| Etappe    | Tag      | Start–Ziel                            | km   | Etappensieger        | Führender        |
| --------- | -------- | ------------------------------------- | ---- | -------------------- | ---------------- |
| Prolog    | 06. Juni | Évian-les-Bains                       | 06,5 | Alberto Contador     | Alberto Contador |
| 1. Etappe | 07. Juni | Évian-les-Bains–Saint-Laurent-du-Pont | 170  | Grega Bole           | Alberto Contador |
| 2. Etappe | 08. Juni | Annonay–Bourg-Saint-Andéol            | 180  | Juan José Haedo      | Alberto Contador |
| 3. Etappe | 09. Juni | Monteux–Sorgues                       | 050  | Janez Brajkovič      | Janez Brajkovič  |
| 4. Etappe | 10. Juni | Saint-Paul-Trois-Châteaux–Risoul      | 205  | Nicolas Vogondy      | Janez Brajkovič  |
| 5. Etappe | 11. Juni | Serre Chevalier–Grenoble              | 147  | Daniel Navarro       | Janez Brajkovič  |
| 6. Etappe | 12. Juni | Crolles–L’Alpe d’Huez                 | 156  | Alberto Contador     | Janez Brajkovič  |
| 7. Etappe | 13. Juni | Allevard–Sallanches                   | 167  | Edvald Boasson Hagen | Janez Brajkovič  |